# Markus Beyer
Markus Beyer (født 28. april 1971 i Erlabrunn, Tyskland, død 3. december 2018 i Berlin, Tyskland) var en professionel tysk bokser, der i tre perioder var WBC-mester i super-mellemvægt. Beyer var bosat i Lilienthal i Tyskland. Han repræsenterede sit hjemland ved Sommer-OL 1996 i let-mellemvægt. Han konkurrerede også i OL i Barcelona i 1992, og vandt en bronzemedalje ved 1995 World Amateur Boxing Championships i Berlin.

## Professionel karriere
I 1996 skrev han kontrakt med Wilfried Sauerland. Hans træner blev Ulli Wegner, som også var amatør. I sin 17. professionelle kamp, fik han mulighed for at kæmpe om en verdensmester-titel. Den 23. oktober i 1999, vandt han med pointsejr mod den britiske Richie Woodhall WBC titelen. Han var kun den tredje tyske efter Max Schmeling og Ralf Rocchigiani som lykkedes at blive verdensmester i udlandet.
Allerede i anden forsvarskamp den 6. maj 2000, mistede han bæltet, men på grund af en teknisk KO i tolvte runde mod Glenn Catley. I de næste tre år vandt Beyer otte kampe og klatrede igen op af stigen og fik en ny titel i kampen mod den regerende WBC mester Eric Lucas. Ved en smal pointsejr blev han den 5. april 2003 verdensmester igen.
Den 6. juni 2004, mistede han titlen ved et et nederlag til den italienske Cristian Sanavia, men fire måneder senere, tog revanchekamp med knockout i sjette runde, og så genvandt han for tredje gang sit verdensmesterstatus i super mellemvægt WBC. Den 14. oktober 2006 var han i København, hvor han kæmpede mod titelindehaveren af WBA-bæltet Mikkel Kessler, hvor han efter en hurtigt kombination af slag blev knokcout'et af Kessler i tredje runde.
Efter dette nederlag var der rygter om en mulig tilbagetrækning fra boksningen, men ifølge Beyers, var det dog aldrig officielt bekendtgjort. I stedet sagde Markus Beyer i august 2007 han havde set en spændende kamp mellem Arthur Abraham og Khoren Gevor og havde igen lyst til at få endnu kamp og ønskede at vende tilbage til ringen.[kilde mangler] Efter lange diskussioner med sin promotor Sauerland flyttede Beyer i slutningen af 2007 til Arena Box-Promotion og underskrevet en kontrakt på fire kampe for Hamburg boksning. Det blev dog kun til en enkelt kamp i 2008, og Beyer har ikke bokset siden. 

## Andet
Beyer boede sammen med sin kone, sangeren Daniela Haak i Lilienthal i Bremen. I 2005 grundlagde han sammen med sin promoter 12rounds med andre professionelle boksere som Danilo Häußler, Richel Hersisia og Alexander Sipos.